# Пилорио
Пилорио или Пилюр (на гръцки: Πυλώριο) е село в Република Гърция, дем Горуша (Войо) в област Западна Македония.

## География
Селото е разположено на 660 m надморска височина, на около 5 km южно от град Неаполи (Ляпчища).

## История

### В Османската империя
В края на ХІХ век Пилюр е мюсюлманско гръкоезично село в Населишка каза на Османската империя. Според Васил Кънчов в 1900 година в Пилюр (Пилори) живеят 350 гърци мохамедани.
На Етнографската карта на Битолския вилает на Картографския институт в София от 1901 година Пилори е смесено село гърци, турци и помаци (гърци мохамедани) в казата Населица на Серфидженския санджак с 85 къщи.
Според статистика на Серфидженския санджак на гръцкото консулство в Еласона от 1904 година в Пилори (Πυλώροι), Населишка каза, живеят 320 валахади.

### В Гърция
През Балканската война в 1912 година в селото влизат гръцки части и след Междусъюзническата в 1913 година Пилюр остава в Гърция. През 1913 година при първото преброяване от новата власт в Πηλωρή са регистрирани 378 жители.
В средата на 20-те години населението на селото е изселено в Турция по силата на Лозанския договор и на негово място са заселени понтийски гърци бежанци от Турция. В 1928 година то е представено като изцяло бежанско село с 50 семейства и 184 жители.
Населението традиционно произвежда жито, тютюн и други земеделски продукти, като се занимава и със скотовъдство.
| Име        | Име         | Ново име | Ново име | Описание                  |
| ---------- | ----------- | -------- | -------- | ------------------------- |
| Бейка      | Μπέικα      | Ремата   | Ρέματα   | местност на С от Пилорио  |
| Калдеримия | Καλντερίμια | Исома    | Ίσωμα    | местност на ЮЗ от Пилорио |

| Година    | 1913 | 1920 | 1928 | 1940 | 1951 | 1961 | 1971 | 1981 | 1991 | 2001 | 2011 | 2021 |
| --------- | ---- | ---- | ---- | ---- | ---- | ---- | ---- | ---- | ---- | ---- | ---- | ---- |
| Население | 378  | 317  | 208  | 378  | 285  | 266  | 161  | 152  | 122  | 85   | 57   | 43   |